# Titanobochica magna
Genre
Espèce
Titanobochica magna, unique représentant du genre Titanobochica, est une espèce de pseudoscorpions de la famille des Bochicidae.

## Distribution
Cette espèce est endémique d'Algarve au Portugal. Elle se rencontre dans les grottes Algarão do Remexido, Gruta de Ibne Ammar, Gruta da Senhora et Gruta do Vale Telheiro.

## Description
Les mâles mesurent de 4,83 à 6,16 mm et les femelles de 5,26 à 6,06 mm.

## Publication originale
- Reboleira, Zaragoza, Gonçalves & Oromí, 2010 : Titanobochica, surprising discovery of a new cave-dwelling genus from southern Portugal (Arachnida: Pseudoscorpiones: Bochicidae). Zootaxa, no 2681, p. 1-19.